# Aleksandar Dragović
Aleksandar Dragović (6 de març de 1991, Viena, Àustria) és un futbolista austríac que juga com defensa central en el FC Dinamo de Kíev de la Lliga Premier d'Ucraïna.

## Clubs
| Club              | País    | Any         |
| ----------------- | ------- | ----------- |
| FK Àustria Viena  | Àustria | 2008 - 2010 |
| FC Basel          | Suïssa  | 2011 - 2013 |
| FC Dinamo de Kíev | Ucraïna | 2013 -      |

## Palmarès
| Títol          | Club             | País    | Any  |
| -------------- | ---------------- | ------- | ---- |
| Copa d'Àustria | FK Àustria Viena | Àustria | 2009 |